# پلاسریاس
پلاسریاس (نام علمی: Placerias) یک سرده منقرض‌شده و گیاه‌خوار از راسته ددکمانان و فروراسته دوسگ‌دندان است که در دور تریاس پسین در آمریکای شمالی زندگی می‌کرد. پلاسریاس از آخرین ددکمانان گیاه‌خوار بزرگ و برجسته در دوران میانه‌زیستی محسوب می‌شد و با انقراض این جانور و خویشاوندانش در اواخر دوره تریاس دایناسورها جایگزین آن‌ها شدند.

## ویژگی‌ها

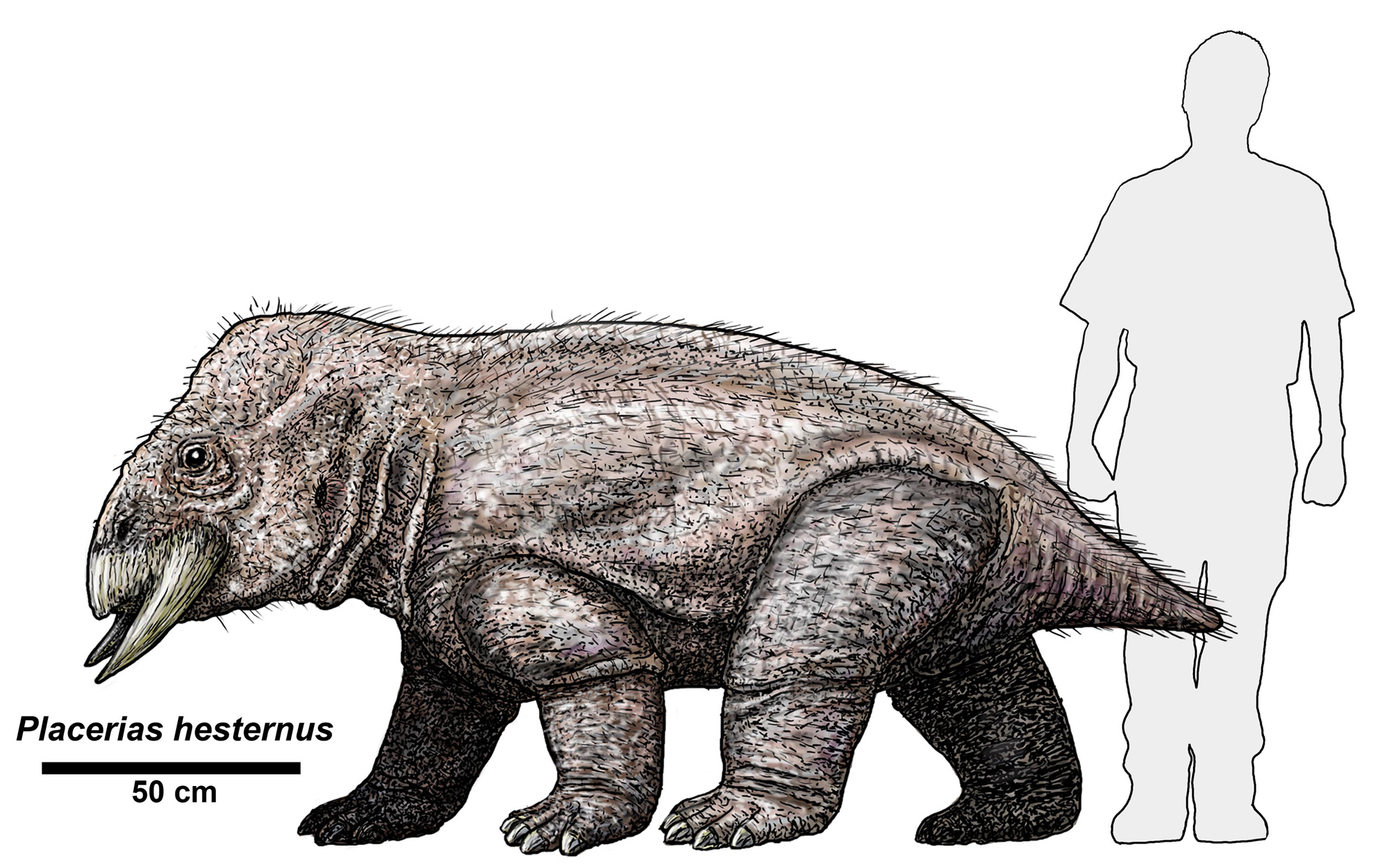
مقایسه اندازه پلاسریاس هسترنس با انسان خردمند

پلاسریاس از بزرگ‌ترین گیاه‌خواران تریاس پسین محسوب می‌شد، طول آن به حدود ۳٫۵ متر و وزن آن به حدود ۱۰۰۰ کیلوگرم می‌رسید و دارای گردن، پاها و بدنی تنومند بود. پلاسریاس دارای یک منقار و دو عاج بود و از آن‌ها برای چیدن ساقه و ریشه سفت گیاهان و نیز احتمالاً برای دفاع از خود در برابر درندگان و رقابت‌های جفت‌گیری استفاده می‌کرد. شیوه زندگی پلاسریاس احتمالاً مانند اسب آبی بود و مانند آن در تمام طول فصل بارندگی در کنار رودخانه‌ها زندگی می‌کرد و تنها در فصل خشک‌سالی اقدام به مهاجرت می‌نمود.